# Nugunu
Le nugunu (ou behie, beke, gounou, gunu, nu gunu, Ombessa, yambasa, yambassa) est une langue bantoïde méridionale parlée au Cameroun dans la région du Centre, le département du Mbam-et-Inoubou et les arrondissements d'Ombessa et Bokito.
En 1987, on dénombrait environ 35 000.

## Écriture
| a | b | c | d | e | ɛ | f | g | h | i | k | l |
| m | n | ŋ | o | ɔ | p | s | t | u | w | y |   |

Le ton haut est indiqué avec l’accent aigu ‹ á é ɛ́ í ó ɔ́ ú › et le ton bas par l’absence d’accent.